# Кастийон, Адель
Адель Кастийон дю Перрон (фр. Adèle Castillon du Perron, род. 24 октября 2001) — французская певица, актриса и видеоблогер. С 2018 по 2021 годы выступала в составе поп-дуэта Videoclub вместе с Матьё Рейно.

## Биография
Адель Кастийон начала публиковать юмористические видео на своём YouTube-канал с 13 лет. В 2017 году она получила свою первую роль в фильме «Под одной крышей» (фр. Sous le même toit), в котором сыграла вместе с Жилем Лелушем и Луизой Бургуэн.
В том же году она отправилась в Дхарамсалу, чтобы взять интервью у четырнадцатого Далай-ламы. В том числе на основе этого диалога София Стрил-Ривер написала эссе «Устройте революцию! Обращение Далай-ламы к молодому поколению» (фр. Faites la révolution! - L'Appel du Dalaï-Lama à la jeunesse).
В сентябре 2018 года Адель вместе с Матьё Рейно создала электропоп-группу Videoclub. Их первый сингл Amour plastique (рус. Пластмассовая любовь) имел успех, а клип на него на YouTube-канале Адель на июнь 2025 года набрал больше 157 млн просмотров. Первый концерт группы прошёл 11 апреля 2019 года в Нанте, а летом того же года Videoclub отправились в первый тур. Группа просуществовала до марта 2021 года. Вместе Адель и Матьё выпустили 1 студийный альбом — Euphories.

## Дискография

### В составе Videoclub
- 2021: Euphories (студийный альбом)

### Соло-карьера
- 2022: Impala (сингл)
- 2023: Alabama (сингл)

## Фильмография
- 2017: «Под одной крышей» (фр. Sous le même toit)
- 2019: «В час пик» (фр. L'Heure de la sortie)